# America (Kafka)
America (titolo orig. Amerika) è il primo romanzo incompiuto di Franz Kafka, scritto tra il 1911 e il 1914, e pubblicato postumo in Germania nel 1927. In origine concepito come un racconto autonomo, intitolato Il fochista, che costituisce il primo capitolo, dal quale il resto del romanzo prende le mosse, narra la storia delle quanto mai bizzarre peregrinazioni di un emigrante europeo di sedici anni nel Nuovo Mondo; il romanzo incorpora molti dettagli delle esperienze dei parenti di Kafka che emigrarono negli Stati Uniti.
Il titolo provvisorio dell'opera avrebbe dovuto essere Il disperso (Der Verschollene) ma Max Brod, l'amico ed esecutore testamentario di Kafka che ne curò la pubblicazione assemblando il testo dopo la morte di Kafka nel 1924, lo cambiò in America. Le ultime edizioni italiane, apparse in nuove traduzioni, hanno optato come titolo per Il disperso.

## Trama

### Capitolo I: Il fochista
Il capitolo racconta la storia di Karl Rossmann, un sedicenne praghese che viene costretto dai suoi genitori ad emigrare in America per sfuggire allo scandalo provocato dal fatto che era stato sedotto da una donna più grande - la cameriera di casa - la quale era successivamente rimasta incinta. Il giovane Karl s'imbarca così sulla prima nave diretta a New York; appena giunto a destinazione, costretto a rientrare sulla nave per aver dimenticato l'ombrello, incontra un fuochista di bordo. Dopo l'iniziale perplessità, solidarizza con costui e lo accompagna per sostenere la sua giusta causa al cospetto delle autorità della nave contro un diretto superiore di cui aveva subito le angherie. Nella cabina del capitano Karl incontra il signor Jakob, lo zio senatore che il ragazzo non aveva mai visto, che lo stava cercando. Riconosciutolo, il signor Jakob lo porta via con sé, costringendolo ad abbandonare il fochista.

### Capitolo II: Lo zio
Inizialmente accolto in casa dal ricco ed influente parente, Karl ha l'occasione di apprendere la lingua inglese, di riprendere lo studio del pianoforte e anche di stringere amicizie con giovani del luogo grazie alla frequentazione del maneggio, dove si dedica all'equitazione. Conduce una vita agiata e, dopo qualche tempo, lo zio gli consente di visitare la sua grande azienda, una ditta di commissioni e spedizioni. Lì conosce tra gli altri il signor Green e il signor Pollunder, suoi colleghi in affari. Nonostante l'opposizione dello zio, Pollunder invita Karl a una gita nella sua villa fuori New York per presentargli la figlia Klara.

### Capitolo III: Una villa nei pressi di New York
La visita al signor Pollunder si rivela catastrofica. Karl dapprincipio sembra stringere amicizia con Klara, quando sopraggiunge Green per trattare affari con Pollunder. Karl e Klara restano dunque soli nelle stanze dell'immensa villa e giungono rapidamente a un alterco che convince Karl a cercare ogni modo possibile per lasciare la villa e tornare dallo zio, che sapeva di avere offeso con la sua decisione di recarsi là contro la sua volontà. A causa dell'ora tarda e del fatto che si perde più volte nel labirinto di stanze, non riesce nel suo intento; anzi ha modo di scoprire che Klara è fidanzata con uno degli amici conosciuti al maneggio. Quando finalmente riesce a raggiungere i signori Pollunder e Green, scoccata la mezzanotte, Green gli consegna un messaggio dello zio. Richiamandosi ai valori morali ai quali ha improntato la sua vita, lo zio stigmatizza il comportamento del nipote e gli comunica che non potrà fare ritorno nella sua casa.

### Capitolo IV: La marcia verso Ramses
Ritrovatosi nuovamente abbandonato, il ragazzo comincia a vagare senza meta fino a che non incontra due vagabondi, il francese Delamarche e l'irlandese Robinson, e per qualche tempo viaggia insieme a loro. I due promettono di aiutarlo a trovare un'occupazione che gli possa permettere di sopravvivere e mantenersi da solo, ma intanto vendono senza permesso il suo vestito buono e mangiano a sbafo il suo cibo. Lungo il percorso i due lo costringono ad andare ad acquistare delle vivande per cena al vicino Hotel Occidental. In quest'occasione Karl fa conoscenza con la capocuoca e quest'ultima, prendendolo in simpatia, riesce a convincerlo a fermarsi lì e a liquidare in qualche modo i due loschi individui, che tuttavia non si dimenticheranno di lui.

### Capitolo V: All'Hotel Occidental
Grazie all'interessamento della capocuoca, Karl riesce a essere assunto come ragazzo dell'ascensore; conosce lì, tra gli altri, la dattilografa Therese, ragazza diciottenne proveniente dalla Pomerania, con la quale stringe subito amicizia. Karl è intenzionato a svolgere il lavoro con diligenza e ad evitare di mettersi nei guai; per questo inizia a studiare durante le ore libere e sopporta la difficoltà della convivenza con gli altri ragazzi nel dormitorio comune.

### Capitolo VI: Il caso Robinson
Dopo un periodo di tranquillità, una sera si presenta nell'albergo uno dei due vagabondi, Robinson: è ubriaco e vuole denaro. Dopo avere cercato di respingerlo, Karl si assenta per poco dal lavoro per dargli soccorso, ma per questo deve scontrarsi con l'apparato dell'albergo (il capocameriere e, soprattutto, il capoportiere). Nonostante le buone parole della capocuoca e di Therese, Karl è licenziato in tronco, e, successivamente, viene malmenato dal capoportiere stesso. Per sfuggire alla sua stretta è costretto a lasciargli la giacca che contiene denaro e documenti. 

### Capitoli VII-VIII
Karl e Robinson raggiungono l'appartamento dove Delamarche ha trovato asilo presso una cantante d'opera grassa e capricciosa, Brunelda, che ha accolto Delamarche come amante e Robinson come loro servitore. L'appartamento è nel caos più assoluto, e servire la coppia nel modo migliore è quasi impossibile. Karl vorrebbe fuggire, ma non gli è consentito; inoltre, senza documenti, troverebbe comunque difficoltà all'esterno. Si assoggetta pertanto a questo genere di servitù. Dopo qualche tempo, sul terrazzino della stanza fa conoscenza con uno studente che abita lì a fianco, e questi gli consiglia di rimanere in quanto gli sarebbe molto difficile trovare un altro posto altrove. Il ragazzo riconosce la saggezza di quel suggerimento e decide di restare. Dimostrando una buona capacità di adattamento, giunge perfino a fare contenti Brunelda e Delamarche con alcuni stratagemmi che assicurano loro un'ottima colazione fuori orario.

### Frammenti

#### 1. L'uscita di Brunelda
Karl conduce Brunelda fuori casa su una carrozzella per malati, coprendola con un panno perché nessuno possa vederla.

#### 2. [senza titolo]
Karl vede un manifesto con la pubblicità del teatro di Oklahoma, che è alla ricerca di collaboratori e promette di assumere chiunque si presenti. Karl si presenta ed è assunto come operaio tecnico e mandato in treno da New York a Oklahoma.

#### 3. [senza titolo]
Proseguendo il frammento precedente, descrive una parte del viaggio verso Oklahoma.

## Incertezze sul titolo e sul finale
Secondo il biografo ufficiale di Kafka, Max Brod, lo scrittore avrebbe voluto riservare al lettore la sorpresa di una conclusione ottimistica, col ritorno in patria e la riappacificazione con i genitori.

## Temi trattati
La descrizione che Kafka fa dell'America è simile a quella degli emigranti al cospetto dei loro parenti rimasti in patria. Da un lato evidenzia una meccanizzazione estrema, una sproporzione nelle dimensioni e dall'altra risalta le disparità sociali, le difficili condizioni di lavoro e i ritmi disumani.

## Personaggi
- Karl Rossmann, protagonista sedicenne, tedesco
- Il fochista, uomo gigantesco
- Edward Jakob, senatore, zio di Karl
- Green, amico affarista dello zio
- Pollunder, amico "grande e grosso" dello zio
- Signorina Klara, figlia di Pollunder
- Mack, fidanzato di Klara, dedito all'equitazione
- Oste, padrone di una locanda sulla strada di Ramses
- Delamarche, francese
- Robinson, irlandese, fabbro
- Grete Mitzelbach, grassa, cinquantenne, capocuoca, viennese, all'albergo Occidentale
- Therese Berchtold, giovane dattilografa
- Capocameriere Isbary dell'albergo
- Giacomo, ragazzo piccolo che lavora agli ascensori e sarà poi assunto con Karl nel teatro
- Renell, ragazzo bello che lavora nell'albergo
- Bess, capo del servizio agli ascensori, giovane grasso che ansima continuamente
- Capoportiere Feodor dell'albergo, impiegato da oltre 30 anni
- Autista che vuole un supplemento per la corsa
- Guardia di passaggio sotto casa di Brunelda, con i capelli bianchi
- Brunelda, cantante, pigra
- Josef Mendel, studente sul balcone, giovanotto con la barbetta a punta, di giorno lavora come fattorino da Montly
- Kalla, uomo anziano davanti alle donne che suonano la tromba, con moglie e figlio in carrozzina
- Fanny, una delle donne dell'annuncio assunzioni davanti all'ippodromo del Teatro Naturale di Oklahoma
- Capo del personale del teatro
- Capo ufficio del teatro, con scrivano e servitore
- Capo della decima compagnia reclutamento

## Edizioni italiane
- America, traduzione di Alberto Spaini, Collana Narratori stranieri tradotti n.XXXI, Torino, Einaudi, 1945 - II ed., 1959 - ristampa anastatica, Einaudi, 2024; Collana Medusa n.193, Milano, Mondadori, luglio 1947 - V ed., dicembre 1970; Collana Il bosco n.189, Mondadori, 1968; in Romanzi, a cura di Ervino Pocar, Collezione I Meridiani, Milano, Mondadori, 1969 - Collana Oscar Grandi Classici n.15, Mondadori, 1991 - Collana Meridiani Collezione, Mondadori, 2006; Introduzione e contributi di Roberto Fertonani, Collana Oscar n.421, Mondadori, settembre 1972; Collana I Capolavori della Medusa, Mondadori, giugno 1974; Postfazione di Carlo Sgorlon, Collana Medusa serie '80 n.22, Mondadori, 1981; Collana Oscar n.407, Mondadori, febbraio 1988; Introduzione di Paola Maiello, Collezione Evergreen. Grande Biblioteca per ragazzi, Mondadori\De Agostini, 1989; Collana Oscar Classici Moderni n.120, Mondadori, 1996-2001, ISBN ‎978-88-044-9263-4; Collana Medusa n.2, Mondadori, 2007.
- Amerika, in:  Romanzi e racconti, traduzione di Angiola Codacci-Pisanelli, Collezione I Grandi Maestri, Gherardo Casini Editore, 1988, 1991, ISBN 978-88-403-8174-9. - La Spezia, Fratelli Melita Editori, novembre 1988-1995.
- America, traduzione di Giovanna Agabio, Introduzione di Ferruccio Masini, Prefazione di Guido Massino, Collana I grandi libri n.389, Milano, Garzanti, 1989, pp.251, ISBN 88-11-58389-6.
- America (Il disperso), traduzione di Elena Franchetti, Introduzione e cura di Giulio Schiavoni, Collana I Classici della BUR n. L769, Milano, BUR, 1990, pp.362, ISBN 88-17-16769-X; in: Opere, Collezione La Grande Letteratura, Firenze, Sansoni, 1993; Collezione I Grandi Classici della Letteratura straniera, Milano, Fabbri Editori, 1996-1999; nuova ed. aggiornata, Collana BUR classici moderni, Milano, Rizzoli, 2024.
- America, traduzione di Mirella Ulivieri, Introduzione di Italo Alighiero Chiusano, Collana Grandi Tascabili Economici n.94, Roma, Newton Compton, marzo 1991, pp.212; in: Tutti i romanzi e i racconti, Collezione I Mammut n.3, Newton Compton, 1991.
- America o Il disperso, traduzione di Umberto Gandini, Introduzione di Max Brod, Collana UEF. I Classici n.2130, Milano, Feltrinelli, 1996, pp.300, ISBN 88-07-82130-3.
- America, traduzione di Amelia De Rosa, Collana Classici tascabili n.45, Milano, Dalai, 2011, pp.334, ISBN 978-88-6073-941-4.
- America, traduzione di Anonimo, Collana Grandi Classici, Santarcangelo di Romagna, Rusconi, 2014, ISBN 978-88-180-2864-5. - Collana Grande Biblioteca, Rusconi, 2025, ISBN 978-88-180-3978-8.
- Il disperso, in:  Tutti i romanzi, trad. e cura di Mauro Nervi, Collezione Classici della Letteratura Europea, Milano-Firenze, Bompiani, 2023, ISBN 978-88-301-1887-4.
- Il disperso, traduzione di Silvia Albesano, Collana La Cultura, Milano, Il Saggiatore, 2023, ISBN 978-88-428-3251-5.
- Il disperso, trad. e cura di Ginevra Quadro Curzio, testo a fronte, Collana Il piacere di leggere, Milano, La Vita Felice, 2025, ISBN 978-88-934-6827-5.

### Edizioni italiane adattate per il teatro
- Franz Kafka, America. Riduzione teatrale di Max Brod, traduzione di E. Müller, Collana Il piccolo teatro n.4, Firenze, Sansoni, 1960.
- Franz Kafka, America. Progetto per una messa in scena di Giorgio Barberio Corsetti, a cura di Sisto Dalla Palma e Alessandra Ghiglione, Milano, Vita e Pensiero, 1993, ISBN 978-88-343-2631-2.

## Adattamenti
- Nel 1966, James Ferman ha diretto Amerika per la serie Theatre 625 trasmessa dalla BBC.[3]
- Zbyněk Brynych ha diretto nel 1969 il film Amerika oder der Verschollene per la TV tedesca ZDF.[4]
- Il romanzo è stato adattato per il grande schermo col film Klassenverhältnisse (Rapporti di classe) di Jean-Marie Straub e Danièle Huillet nel 1983.
- Tutta l'Intervista di Federico Fellini ruota attorno alle riprese di un adattamento cinematografico di questo romanzo, mai realizzato.
- Dal romanzo è stato adattato un film intitolato Amerika del 1994 per la regia di Vladimír Michálek.[5]
- L'artista tedesco Martin Kippenberger ha tentato di concludere la storia nel suo The Happy Ending of Franz Kafka's "Amerika".
- Nel 2012, la compagnia d'opera Tête à Tête ha eseguito l'adattamento teatrale in un'opera da camera intitolata Amerika a cura di Samuel Bordoli.[6]